# DJ Got Us Fallin' in Love
DJ Got Us Fallin' in Love je píseň amerického R&B zpěváka Ushera. Píseň se nachází na jeho EP Versus. Produkce se ujal producent Max Martin. S touto písní mu vypomohl americký rapper Pitbull. Tato píseň byla zparodována písní "Revenge", ve které se zpívá o creeperovi z počítačové hry Minecraft. Zajímavostí na této parodii je, že ačkoliv má videoklip na YouTube o přibližně 100 milionů zhlédnutí méně než originál, má o 2 miliony více lajků.

## Hitparáda
| Země           | Umístění |
| -------------- | -------- |
| Austrálie      | 3        |
| Evropa         | 3        |
| Kanada         | 2        |
| Nový Zéland    | 4        |
| Velká Británie | 7        |
| UK R&B         | 3        |
| USA            | 4        |
| US Pop         | 2        |
| US R&B         | 51       |
| Česko          | 9        |